# Johann Christoph Stierlein
Johann Christoph Stierlein (* 11. April 1759; † 2. Juli 1827) war ein deutscher Offizier. Er war in seiner militärischen Laufbahn unter anderem Königlich Preußischer Ingenieur-Capitaine und hat sich besonders im Fichtelgebirgsraum als Kartograph hervorgetan. Seine erstmaligen und präzisen Vermessungen und die in diesem Zusammenhang angefertigten Zeichnungen lokaler Burgen sind eine wichtige Informationsquelle für die Burgenforschung.

## Herkunft und Familie
Johann Christoph Stierlein war der Sohn des Pfarrers Johann Immanuel Stierlein (1720–1759), seine Mutter war die Tochter des Kartographen Johann Georg Vetter (1681–1745). Er heiratete am 12. März 1787 Maria Friederike Hoffmann, die Tochter seines Vorgesetzten, Major Johann Friedrich Carl Hoffmann (1733–1793). Aus der Ehe gingen die drei Töchter Eleonora Carolina, Louise Charlotte und Friederike hervor.

## Militärische Karriere
Johann Christoph Stierlein schlug eine militärische Karriere ein. Er begann als Artillerie-Kadett im Fürstentum Ansbach, wo er im Rahmen seiner Ausbildung auf der Plassenburg in Kulmbach untergebracht war und dort auch seine weitere Wirkungsstätte fand. Der letzte Markgraf von Brandenburg-Bayreuth und Brandenburg-Ansbach Christian Friedrich Karl Alexander veräußerte seinen Besitz in einem Geheimvertrag an die verwandten preußischen Hohenzollern. Johann Christoph wechselte damit in preußische Dienste über und erlebte den Kriegsanfang zwischen Preußen und Österreich mit, bei dem gleich zu Kriegsbeginn französische Kriegsgefangene in Kulmbach und auf der Plassenburg untergebracht wurden. Eine Seuche führte zum Tod seines Vorgesetzten und Schwiegervaters Major Hoffmann. Johann Christoph setzte seine Arbeiten, überwiegend die Herstellung präziser Landkarten der Region, fort. Unter seinen Mitarbeitern befand sich der spätere Generalfeldmarschall Wilhelm von Krauseneck. Mit der Niederlage Preußens wurde die Plassenburg von Napoleon besetzt und das ehemalige Fürstentum gelangte schließlich zu Bayern. Nach Verhandlungen erhielt Johann Christoph als zweiter Direktor eine Anstellung im Statistisch-Topographischen Bureau in München. Er ging 1826 in den Ruhestand und verstarb ein Jahr später.
Der heutige Kartenbestand ist auf verschiedene Archive verteilt. Dadurch, dass das Fürstentum Bayreuth an Preußen gelangte, gehört die Militärische Karte von 1799 nebst Teilkarten und Brouillons zum Preußischen Kulturbesitz und befindet sich in Berlin, außer einem kleineren Bestand im Staatsarchiv Bamberg. Weitere Karten waren Teil der Verhandlungen bei der Übernahme von Stierlein in den bayerischen Staatsdienst, sie sind Teil der Sammlung der Bayerischen Staatsbibliothek München. Karten über die kurze Besetzung durch Napoleon mit Baron Camille de Tournon als Intendant (Verwaltungsdirektor) der Provinz Bayreuth gelangten in das Archiv von Vincennes bei Paris.

## Topografische Burgenkarten

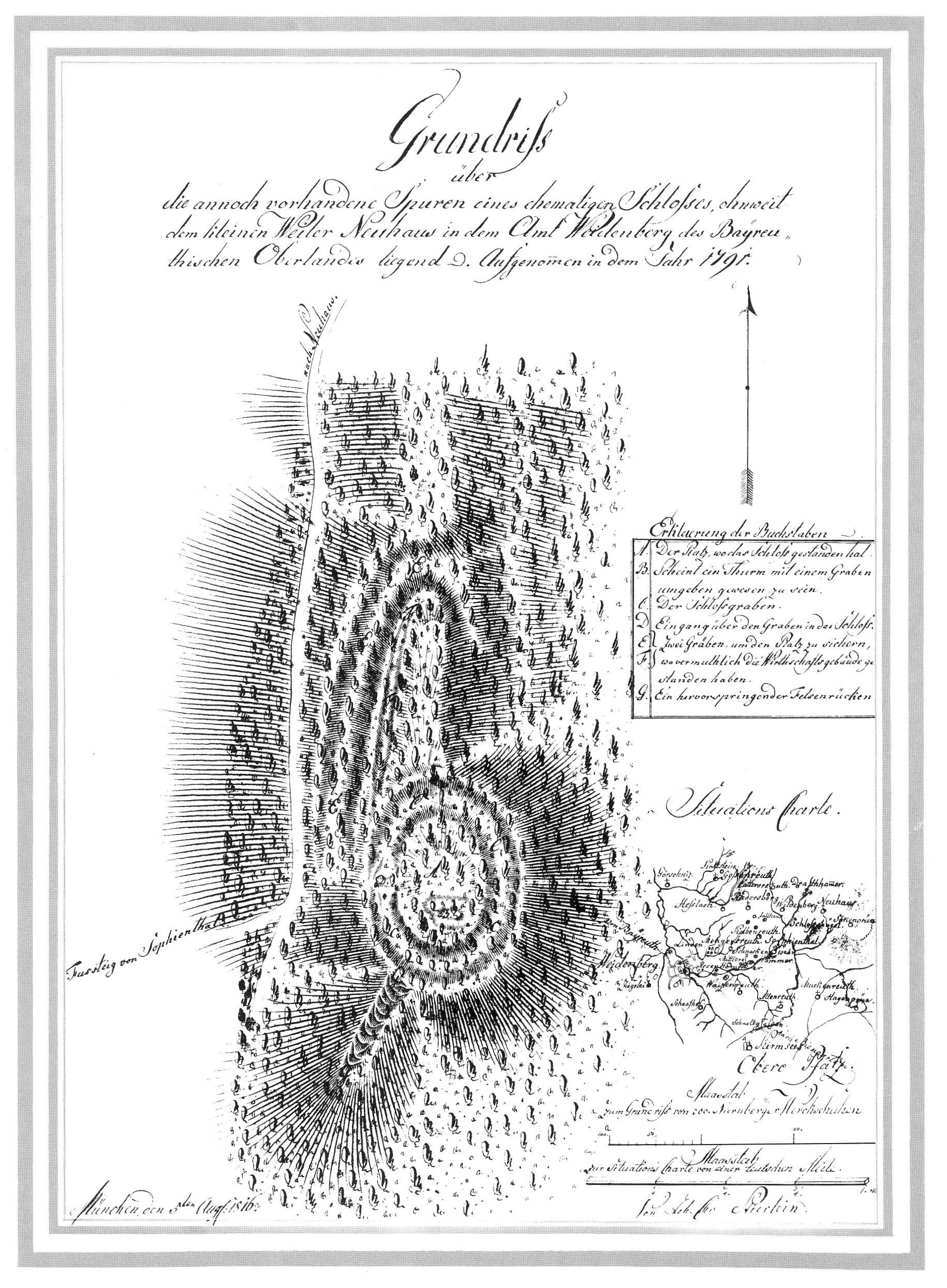
Karte vom Burgstall Schlosshügel bei Weidenberg

Für die Burgenforschung, u. a. im Sechsämterland im Übergang zum Fichtelgebirge, sind die Arbeiten Johann Christoph Stierleins eine wesentliche Informationsquelle, da er erstmals sorgfältige Vermessungen vorgenommen und Bestandsbeschreibungen angefertigt hat. Ruinen von Burgen, Kirchen und Kapellen hielt er in 37 Blättern fest, die in der Bayerischen Staatsbibliothek München aufbewahrt werden. Er war ein Zeitgenosse des Hofer Gymnasialdirektors Johann Theodor Benjamin Helfrecht, der ebenfalls sachkundig Burgen erwanderte und erforschte. Motive des Forschens standen in dieser Zeit im Zusammenhang mit der Romantik (siehe auch: Romantisierung). Die Aufzeichnungen Stierleins stammen aus dem Zeitraum von 1782 bis 1792 und wurden von ihm 1816 ins Reine gezeichnet.
Folgende Bauwerke wurden von ihm untersucht:
- Lichtenberg
- Schloss Thierbach bei Bad Steben
- Burgstein bei Geroldsgrün
- Schloss Hohe Ruh bei Geroldsgrün
- Uprode
- Stockenroth
- Hallerstein
- Waldstein
- Katharinenberg bei Wunsiedel
- Neuhaus
- Schloss Foerles-Neudürrlas bei Thierstein
- Thierstein
- Epprechtstein
- Rudolfstein
- Luisenburg
- Hirschstein
- Veste Mittelberg bei Marktrodach
- Schlösser und Kirchen von Wirsberg
- Burg Hohenberneck und Burg Altes Schloss von Berneck
- Stein
- Grünstein
- Ruine am Pfeiffersberg bei Warmensteinach
- Burgstall Schlosshügel bei Weidenberg
- Schloss Weidenberg
- Ruinen auf dem Rauhen Kulm, zentral der Burgstall Rauhenkulm, aber auch die Wallanlage Rauher Kulm
- Burg Streitberg
- Burg Thuisbrunn
- Kloster St. Jobst
- Ruine von Schloss Frankenberg bei Speichersdorf
- Ruine des Schlosses Altenkünsberg bei Creußen
- Ruine von Schloss Gottsfeld bei Creußen
- Spuren des Schlosses Alten Creußen
- Spuren eines Burgstalls bei Prebitz
- Ruine Boheimstein bei Pegnitz
- Burgruine Riegelstein
- Ruine Spies bei Betzenstein
- Burgruine Osternohe.

## Werke
- Johann Friedrich Carl Hofmann und Johann Christoph Stierlein: Militairische Carte von dem CastenAmt GEFREES, dann der VogteyAmter BERNECK, GOLDCRONACH und StAMBACH. (Digitalisat)

### Topografische Burgenkarten
- Zeichnung der Burg Thierstein auf der Homepage der Gemeinde[3]
- Zeichnung der Burg Epprechtstein beim HdBG[4]